# 臺灣學生運動
臺灣學生運動為發生在臺灣的學生運動，最早可以追溯到日治時期。日治時期出現如今現代意義的學校，才有學生對於校園內事務或者是社會現況不滿而出聲抗議。通常學生運動中參與的學生多為大學生，不過也有一些學生運動以中學生為主體。

## 日治時期
日治時期，台灣學生運動在島內及海外皆有發端。在海外的部分，1901年開始，已有台灣學生至日本留學的風潮。其中一群東京的留學生，受到美國總統威爾遜提倡的民族自決影響，又有辛亥革命、朝鮮獨立運動、俄國十月革命和愛爾蘭獨立運動的刺激，可能變成台灣民族運動的先驅。
日治初期，台灣缺乏高等教育學校，台灣僅有士紳有能力留學日本，而留學生受到大正民主影響獲得啟蒙，爾後回台留學生成立台灣文化協會，1919年，明石總督公布台灣教育令，改制師專為師院，台灣學生在1920年代得以進入高教體系，田健治郎上任總督後積極推行內地延長主義，期望造就台灣高等教育人才，然而對台灣人政治上的壓抑，使得這些青年結合文化協會的運動，成為日後走向反抗日本威權的種子。
- 台北師範學校第一次騷亂事件：1922年2月台北師範學生因為靠右行走遭日警警告，日警巡佐並到師院要求校方訓誡，導致學生緊閉校門聚集三百多人抗議。官方旋即逮捕45名學生，指為台灣文化協會蔣渭水煽動之暴亂，之後，雖經台人及輿論強烈抗議而未起訴，卻使日方將矛頭指向台灣文化協會。[2]

- 台北師範學校第二次騷亂事件：因為畢旅地點，台灣學生不滿日本學生以少數決，最後在畢旅當天集體罷課，由於文協介入協助，許多學生最後遭到學校退學，甚至演變成為兩百多學生絕食抗議，當局雖虛以委蛇，後仍有三十多名學生遭到秋後算帳，退學處分。遭退學學生部分經文協協助資助，得以留學東京、廈門、上海等地，並為日後海外反日思潮之中堅。[2]

- 台中師範學校騷亂事件：1928年，時任新任舍監小山重郎在宿舍聽到學生以台語交談，因校規中禁止說台語，因此犯規學生當場被予以責罰與毆打，次日朝會時小山大發狂言指「台語是清國奴話」、「誰愛說台語就滾回支那好了」，甚至對日本學生說聽到誰講台語就揍他，引發學生抗議，並於日後成為反日支持的重要基石。[2]

## 1945年～1950年
- 四六事件：發生在1949年4月6日，起因是警察在3月20日取締學生單車雙載，引發以臺灣省立師範學院為主的學生，串聯國立臺灣大學抗議，至4月6日時軍警包圍師院以及台大宿舍，逮捕當時學生運動的領袖，其中鄭鴻溪為已加入共產黨之學生領袖僥倖逃脫，後擔任中共統戰部局長，此事件造成日後台灣省工委組織得以進一步擴大，如葉城松、周慎源、張璧坤、鄭文峰等皆先後加入台灣省工委。兩校校長處理的態度深深影響各自日後的發展，時任師院校長謝東閔高度配合軍警，整肅學生名單，重新登入學籍，造就日後保守校風；時任台大校長傅斯年則極力保全學生，更表示「若有學生流血，我要跟你拚命！」，使得台大受創較輕，並維持自由校風。有觀點認為四六事件是台灣白色恐怖的濫觴。另有文獻指出，軍警進入校園逮捕學生的行為，其實獲得傅斯年首肯。[3]至少在四六事件上，傅斯年並非一般所認為的是「學生的守護者」。[4]

## 1951年～1979年
- 臺大哲學系事件：發生在1972年12月到1975年6月之間，由中國國民黨特工系統以「反共」之名，對國立台灣大學哲學系內自由派學者進行整肅的一連串行動，並導致台大哲學系教職員包括趙天儀、陳鼓應、王曉波、陽斐華、胡基峻、李日章、陳明玉、梁振生、黃天成、郭實瑜、鍾友聯、黃慶明及美國籍客座教授馬樂伯（英语：Robert Martin）遭解聘，台大哲學研究所更破天荒停止招生一年。

- 保釣運動中的學生運動：1970年11月17日，美國普林斯頓大學的台灣留學生於開始組成「保衛釣魚台行動委員會」，表示「反對美日私相受授」、「外抗強權，內爭主權」，一方面抨擊美國與日本，另一方面也要求中華民國政府應該力爭主權。1971年1月29日，大批台灣留美學生在聯合國總部外面示威，高呼「保衛釣魚台」。

## 1980年代
- 李文忠事件

- 自由之愛運動 [5][6]

## 1990年代
- 野百合學運：發生時間自1990年3月16日至3月22日，又稱「三月學運」或「臺北學運」。在該次運動中，人數最多時曾經有將近6000名來自台灣南北各地的大學生，集結在臺北市中正紀念堂廣場上靜坐抗議，他們提出「解散中華民國國民大會」、「廢除臨時條款」、「召開國是會議」、以及「政經改革時間表」等四大訴求。這不但是中華民國政府遷台以來規模最大的一次學生抗議行動，同時也對台灣的民主政治有著相當程度的影響。在該次學生運動後，時任中華民國總統兼中國國民黨主席李登輝一方面依照其對學生的承諾，在不久後召開國是會議，另一方面也在1991年廢除《動員戡亂時期臨時條款》，並結束所謂「萬年國會」的運作，台灣的民主化工程從此進入另一嶄新紀元。

## 2000年代
- 2004年：新野百合學運
- 2008年：野草莓學運
  - 2008年，中共海協會長陳雲林訪台期間，有許多社團或公民個人欲對其直接表達政治意見；然而警方維安過當，侵害到抗議團體或個人的人身自由、言論自由與集會遊行等公民權益，引起學生及公民團體抗議，呼籲相關官員道歉或下台，並提出修改或廢除集會遊行法之訴求。運動參與者一開始於行政院前靜坐表達抗議，被警方驅離之後，抗議活動轉移至自由廣場。野草莓運動參與者日後仍保有聯繫與行動網路，延續至2014年太陽花學運。

## 2010年代
- 2012年：反媒體壟斷運動
- 2014年：太陽花學運（318青年佔領立法院事件），青年因反對《兩岸服務貿易協議》未經逐條審查而占領議場及聚集立法院外抗議之靜坐活動[7]。
- 2015年：反高中課綱微調運動